# Izraelští Čerkesové
Izraelští Čerkesové (hebrejsky צ'רקסים‎, Čerkesim, anglicky Circassians) je etnická skupina v Izraeli, tvořená čerkeským (správně adygejským) obyvatelstvem, které na území nynějšího Izraele přišlo v 19. století z oblasti Kavkazu.
V Izraeli žijí Čerkesové pouze ve dvou obcích na severu země, a to v místní radě (malém městě) Kafr Kama nedaleko hory Tábor a ve vesnici Richanija nedaleko libanonských hranic.

## Příchod Čerkesů do Galileje

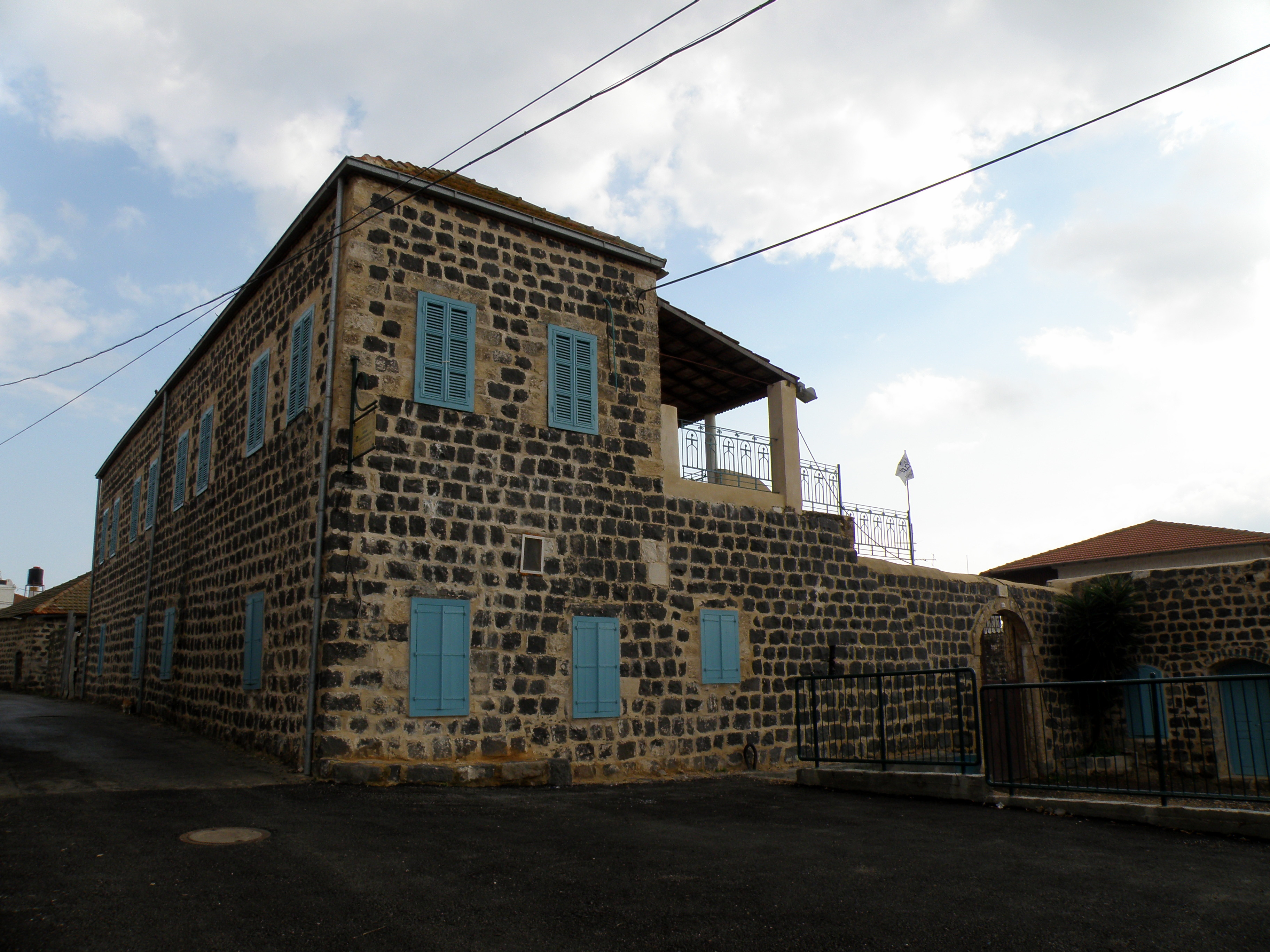
Čerkeská architektura v Kafr Kama

Do Kafr Kama přišli Čerkesové z tehdejšího Ruského impéria, z regionu Kubáň roku 1876. Šlo o cca 200 osob. Richanija byla osídlena Čerkesy v počtu cca 30 rodin roku 1878.
Důvodem k emigraci z Ruska byly represe po potlačení čerkeského povstání proti carské vládě v roce 1858. Tehdejší turecký sultán Abdulhamid II. jim poskytl útočiště v osmanské Palestině. Čerkesové se zabývali pastevectvím a postupně začali rozvíjet i rostlinnou výrobu na okolních pozemcích. Vzhledem k tomu, že Čerkesové nemluvili arabsky a byť měli muslimskou víru tak přesto byli kulturně odlišní od místní populace, si zachovali vlastní charakter uzavřené etnické a kulturní menšiny. Od konce 19. století často působili jako strážci v nově zakládaných židovských osadách v Galileji.

## Čerkesové ve státu Izrael

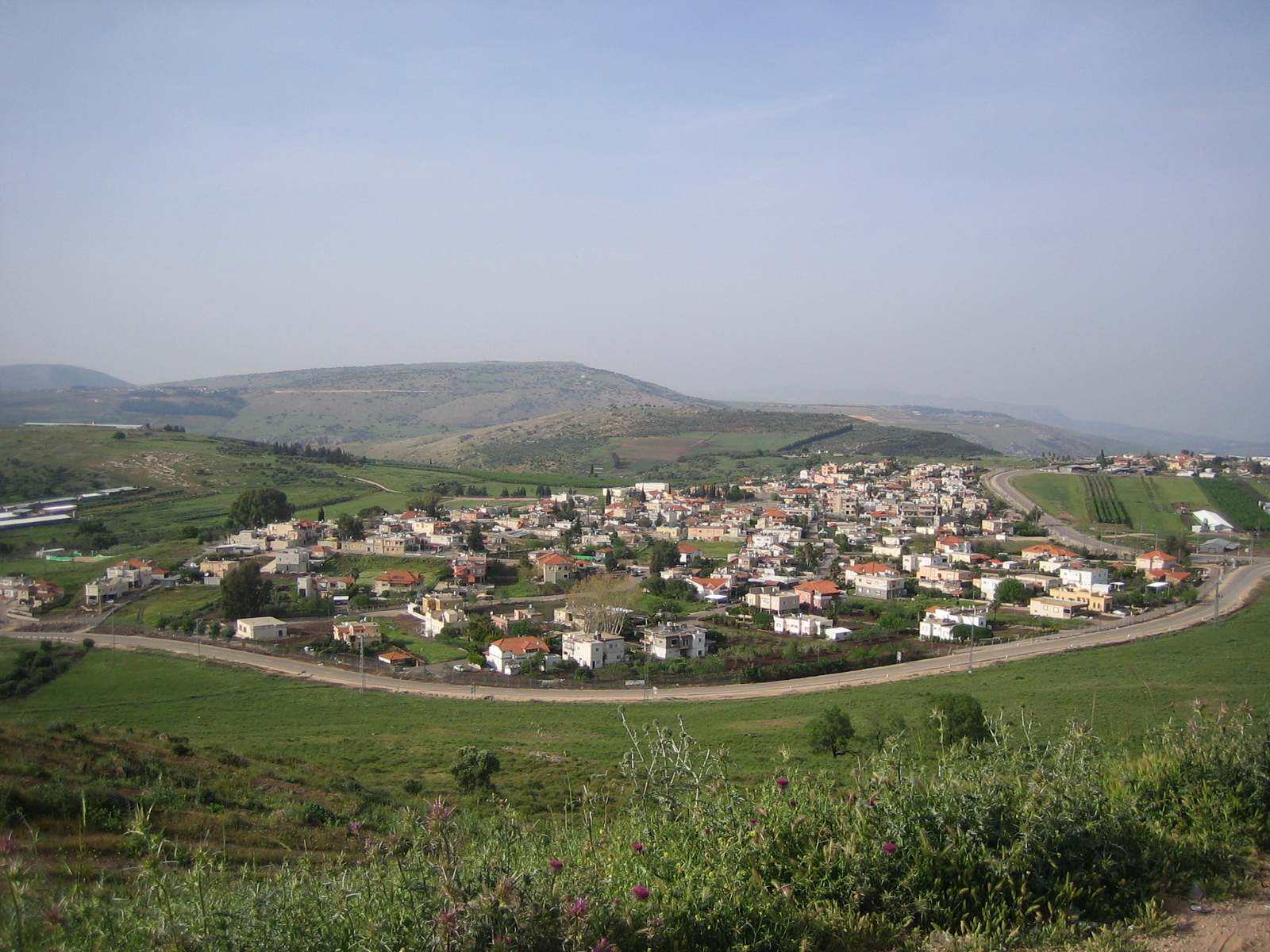
Čerkeská vesnice Richanija

V době války za nezávislost v roce 1948 byli Čerkesové přesvědčováni okolními Araby, aby se připojili k ozbrojenému odporu proti Židům. Skupina Čerkesů ale nakonec v této válce bojovala na straně Židů, v rámci 7. brigády pod velením plukovníka Bena Dunkelmana. Ve státu Izrael Čerkesové od roku 1957 povinně slouží v izraelské armádě, a to na základě žádosti, kterou jejich předáci adresovali tehdejšímu premiérovi Davidu ben Gurionovi.
Počet Čerkesů v Izraeli dosahuje zhruba 4310 (Kafr Kama mělo k 31. prosinci 2008 2983, k 31. 12. 2014 pak 3142 obyvatel, a Richanija 1023 (2008) a k 31. 12. 2014 pak 1175 obyvatel).